# JoJo (Album)
JoJo ist das Debütalbum der US-amerikanischen Sängerin und Schauspielerin JoJo aus dem Jahr 2004.

## Entstehung und Veröffentlichung
Das reguläre Album setzt sich aus 16 Titeln zusammen, die von diversen unterschiedlichen Musikern geschrieben, komponiert und produziert wurden. Die meisten Lieder entstanden unter Mitwirkung von Vincent Herbert, Bryan Reeves oder auch T. Saunders. JoJo selbst war an drei Titeln als Autorin beteiligt.
Die Erstveröffentlichung von JoJo erfolgte durch Black Ocean Records am 22. Juni 2004 in den Vereinigten Staaten.

## Titelliste
1. Breezy – 3:54
2. Baby It’s You – 3:11
3. Not That Kinda Girl – 3:27
4. The Happy Song – 3:59
5. Homeboy – 3:35
6. City Lights – 4:54
7. Leave (Get Out) – 4:02
8. Use My Shoulder – 3:43
9. Never Say Goodbye – 3:51
10. Weak – 4:50
11. Keep on Keepin’ On – 3:15
12. Sunshine – 3:07
13. Yes or No – 3:14
14. Fairy Tales – 3:45

## Rezeption
Der Musikkritiker Stefan Johannesberg von laut.de erinnere das Debütalbum JoJo „[…]an die frühe Britney Spears“. Weiter meine er, dass JoJos Stimme noch „ausbaufähig“ sei und die Produzenten des Albums ein „[…]Potpourri an minimalistischen, aber effektiven Black Beats auf den weißen Leib“ geschneidert haben würden für JoJo.

## Kommerzieller Erfolg

### Chartplatzierungen
| ChartsChartplatzierungen       | Höchstplatzierung | Wochen |
| ------------------------------ | ----------------- | ------ |
| Deutschland (GfK)              | 54 (10 Wo.)       | 10     |
| Schweiz (IFPI)                 | 30 (13 Wo.)       | 13     |
| Vereinigte Staaten (Billboard) | 4 (41 Wo.)        | 41     |
| Vereinigtes Königreich (OCC)   | 22 (18 Wo.)       | 18     |

| ChartsJahrescharts (2004)      | Platzierung |
| ------------------------------ | ----------- |
| Vereinigte Staaten (Billboard) | 84          |
| Vereinigtes Königreich (OCC)   | 92          |

| ChartsJahrescharts (2005)      | Platzierung |
| ------------------------------ | ----------- |
| Vereinigte Staaten (Billboard) | 132         |

### Auszeichnungen für Musikverkäufe
| Land/Region                  | Auszeichnungen für Musikverkäufe (Land/Region, Auszeichnung, Verkäufe) | Verkäufe  |
| ---------------------------- | ---------------------------------------------------------------------- | --------- |
| Deutschland (BVMI)           | Gold                                                                   | 100.000   |
| Kanada (MC)                  | Platin                                                                 | 100.000   |
| Neuseeland (RMNZ)            | Gold                                                                   | 7.500     |
| Vereinigte Staaten (RIAA)    | Platin                                                                 | 1.000.000 |
| Vereinigtes Königreich (BPI) | Gold                                                                   | 100.000   |
| Insgesamt                    | 3× Gold · 2× Platin ·                                                  | 1.307.500 |